# Ritroncato
In araldica il termine ritroncato indica lo scudo troncato e nuovamente troncato. Si può considerare equivalente alla blasonatura: troncato, il 1° di …, il 2° troncato di … e di ... che allora diventa troncato di … e ritroncato di … e di ….

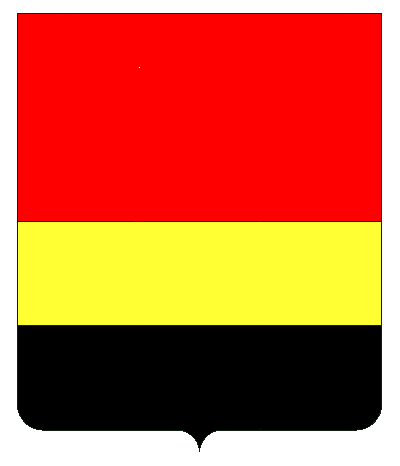
Troncato di rosso e ritroncato d'oro e di nero

Alcuni araldisti utilizzano il termine ritroncato anche per indicare uno scudo in cui la linea di troncatura non è diritta, ma presenta uno scalino a destra o a sinistra. In questo caso occorre blasonare anche la direzione della seconda linea di partizione che interrompe la troncatura. 

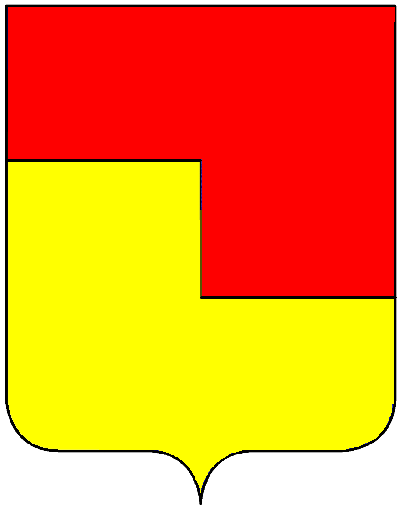
Di rosso, semitroncato, semipartito verso la punta e ritroncato d'oro
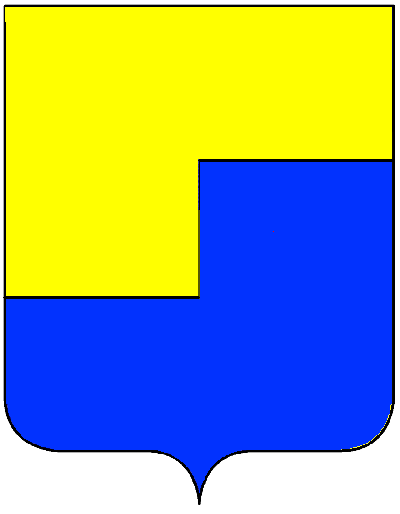
D'oro, semitroncato, semipartito verso il capo e ritroncato d'azzurro

## Termini correlati
- Ripartito